# Ismael Saibari
Ismael Saibari (ur. 28 stycznia 2001 w Terrassie) – marokański piłkarz, grający na pozycji ofensywny pomocnika w holenderskim klubie PSV Eindhoven oraz w reprezentacji Maroka. Uczestnik Pucharu Narodów Afryki 2023. Posiada również obywatelstwo belgijskie.

## Sukcesy

### PSV Eindhoven
- Puchar Holandii: 2021/2022
- Superpuchar Holandii: 2022
- Puchar Holandii: 2022/2023
- Superpuchar Holandii: 2024

### Maroko U-23
- Mistrzostwa Afryki U-23: 2023[3]